# 9246 Niemeyer
9246 Niemeyer (1998 HB149) là một tiểu hành tinh vành đai chính được phát hiện ngày 25 tháng 4 năm 1998 bởi E. W. Elst ở Đài thiên văn Nam Âu.